# Plasmobates africanus
Plasmobates africanus är en kvalsterart som beskrevs av Balogh 1958. Plasmobates africanus ingår i släktet Plasmobates och familjen Plasmobatidae. Inga underarter finns listade i Catalogue of Life.